# That's My Man
That's My Man is een Amerikaanse dramafilm uit 1947 onder regie van Frank Borzage. Destijds werd de film in Nederland uitgebracht onder de titel Gebroken belofte.

## Verhaal
Joe Grange is de eigenaar van een renpaard, dat hij van kindsbeen af heeft verzorgd en dat hem nu schatrijk maakt. Hij trouwt en krijgt een zoontje, maar ondanks alle rijkdom dreigt het huwelijk te mislukken, omdat hij een gokverslaving heeft. Zijn vrouw heeft eerst alles getolereerd en als ze hem uiteindelijk eens duchtig de waarheid vertelt, leidt dat tot een breuk.

## Rolverdeling
| Acteur              | Personage           |
| ------------------- | ------------------- |
| Don Ameche          | Joe Grange          |
| Catherine McLeod    | Ronnie Moore        |
| Roscoe Karns        | Toby Gleeton        |
| John Ridgely        | Ramsey              |
| Kitty Irish         | Kitty               |
| Joe Frisco          | Willie Wagonstatter |
| Gregory Marshall    | Richard Grange      |
| Dorothy Adams       | Millie              |
| Frankie Darro       | Jockey              |
| Hampton J. Scott    | Sam                 |
| John Miljan         | Secretaris          |
| William B. Davidson | Monte               |
| Joe Hernandez       | Omroeper            |